# Chocholski
Chocholski (russisch Хохо́льский) ist eine Siedlung städtischen Typs in der Oblast Woronesch in Russland mit 7510 Einwohnern (Stand 14. Oktober 2010).

## Geographie
Der Ort liegt etwa 30 km Luftlinie westsüdwestlich des Oblastverwaltungszentrums Woronesch am linken Ufer des rechten Don-Nebenflusses Dewiza.
Chocholski ist Verwaltungszentrum des Rajons Chocholski sowie Sitz der Stadtgemeinde Chocholskoje gorodskoje posselenije, zu der außerdem die Dörfer Chochol (westlich anschließend), Jemantscha Perwaja (9 km ostsüdöstlich) und Werchnenikolskoje (14 km südwestlich), der Weiler Silipjagi (11 km südwestlich) sowie die Siedlungen Kusicha (10 km nordwestlich), Mamontschicha (12 km nordnordwestlich) und Rosa Luxemburg (6 km nördlich, ohne ständige Bewohner 2010) gehören. Mit Ausnahme letzterer sind diese Ortschaften seit 13. April 2015 Teile der Stadtgemeinde, als die vormaligen Landgemeinden Chocholskoje selskoje posselenije und Jemantschanskoje selskoje posselenije in dieser aufgingen.

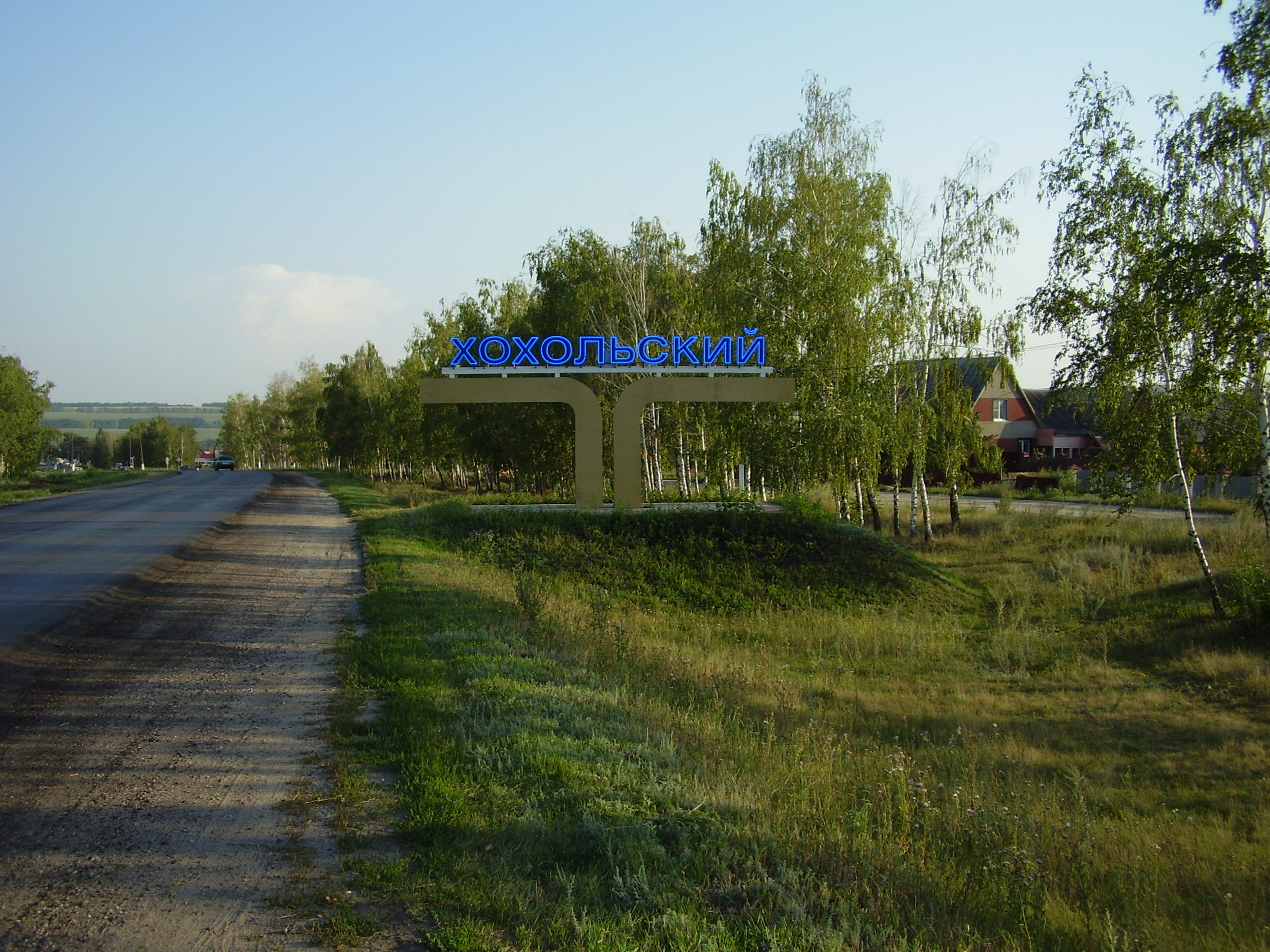
Einfahrt nach Chocholski
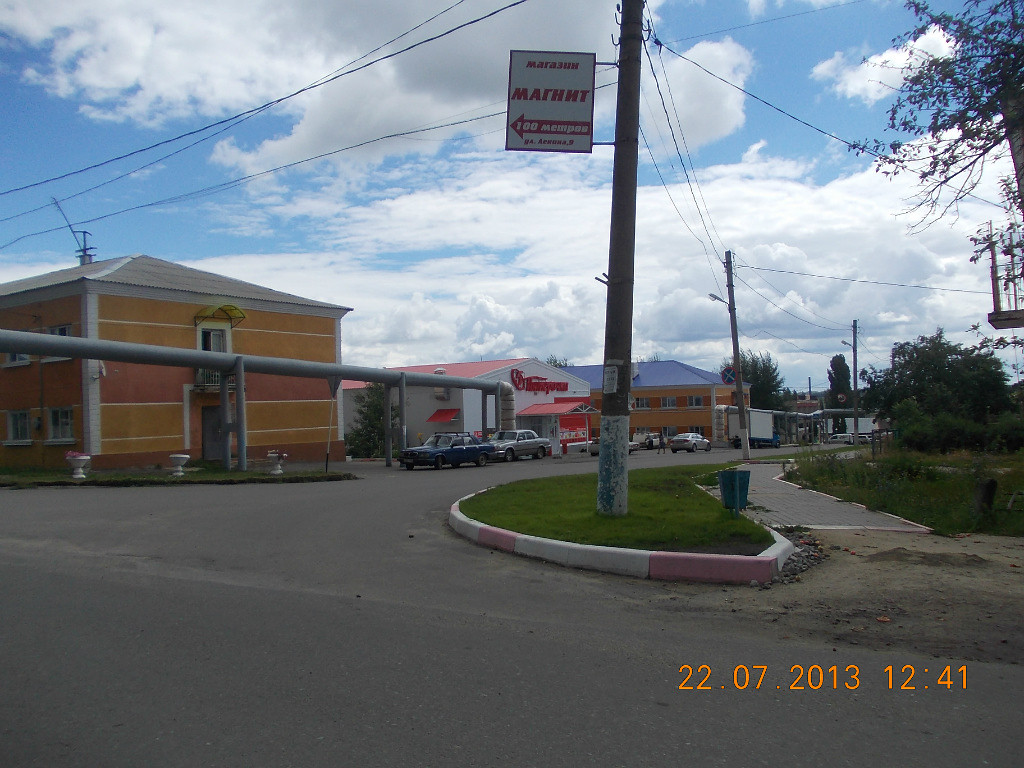
Straße in Chocholski
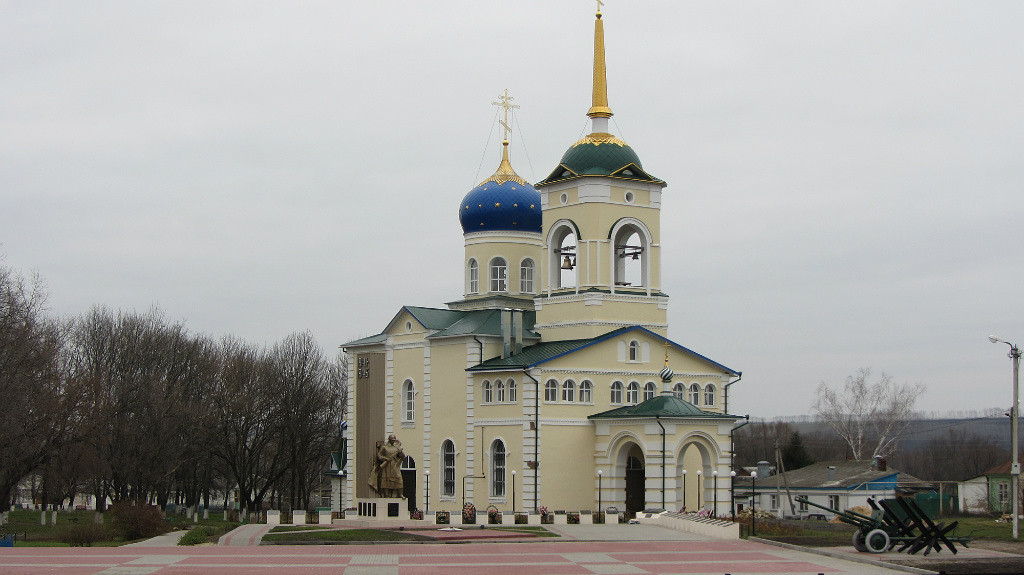
Gottesmutter-von-Kasan-Kirche
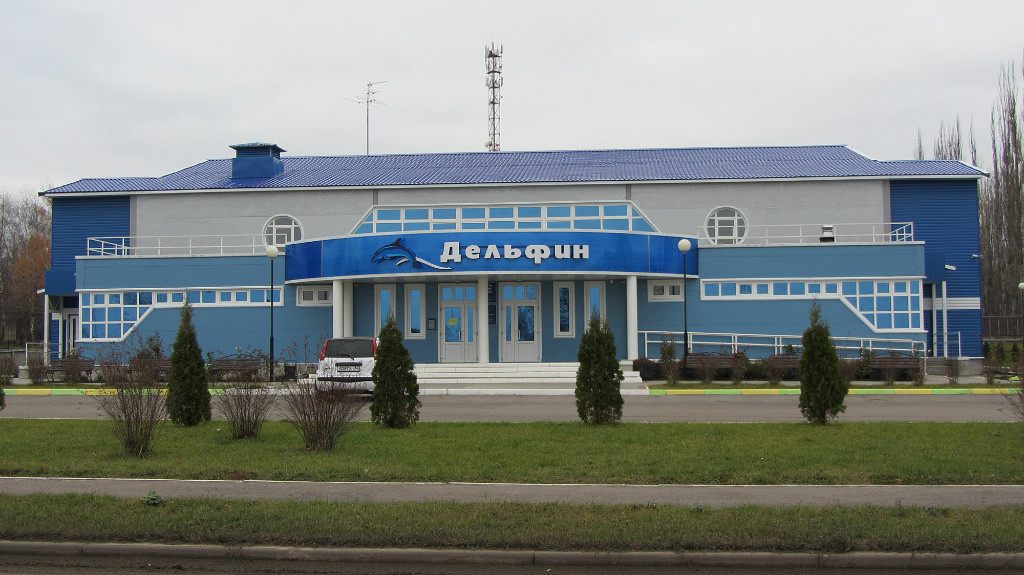
Hallenbad Delfin

## Geschichte
Der Ort entstand Anfang der 1960er-Jahre im Zusammenhang mit der Errichtung einer Zuckerfabrik als Wohnsiedlung für deren Beschäftigte. 1964 erhielt Chocholski den Status einer Siedlung städtischen Typs, und am 12. Januar 1965 wurde der Verwaltungssitz des seit 18. Januar 1935 existierenden Rajons aus dem benachbarten, 1665 gegründeten und für Rajon und Siedlung namensgebenden Dorf Chochol dorthin verlegt. Ab 1971 bis Anfang der 1980er-Jahre wurde die Siedlung nach einem Generalplan bebaut.

### Bevölkerungsentwicklung
| Jahr | Einwohner |
| ---- | --------- |
| 1970 | 6192      |
| 1979 | 7783      |
| 1989 | 8602      |
| 2002 | 7885      |
| 2010 | 7510      |

Anmerkung: Volkszählungsdaten

## Verkehr
In Chocholski befindet sich die Bahnstation Chocholskaja, Endpunkt einer 1970 eröffneten, neun Kilometer langen Güterstrecke von Weduga an der Strecke Kursk – Woronesch.
Westlich der Siedlung durch das Dorf Chochol verläuft die 20K-W36, die 10 km nördlich an der föderalen Fernstraße R298 Kursk – Woronesch – Borissoglebsk, Teil der Europastraße 38, beginnt und in südlicher Richtung bis in das benachbarte, gut 50 km entfernte Rajonzentrum Repjowka führt. Von Chocholski in südöstlicher Richtung besteht über die 20K-1-31 Anschluss an die etwa 15 km entfernte Regionalstraße 20K-W38 (ehemals R194) Woronesch – Ostrogoschsk – Kantemirowka – ukrainische Grenze (dort weiter Richtung Luhansk).